# Salomėja Zaksaitė
Salomėja Zaksaitė (* 25. červenec 1985, Kaunas) je litevská šachistka, od roku 2003 nositelka titulu mezinárodní mistryně (WIM), právnička a kriminoložka.

## Životopis
Zaksaitė absolvovala gymnázium v Kaunasu a Fakultu práva a správy Vilniuské univerzity, titul doktora práv získala v roce 2012. V současné době pokračuje v postdoktorandském studiu.